# Fenway

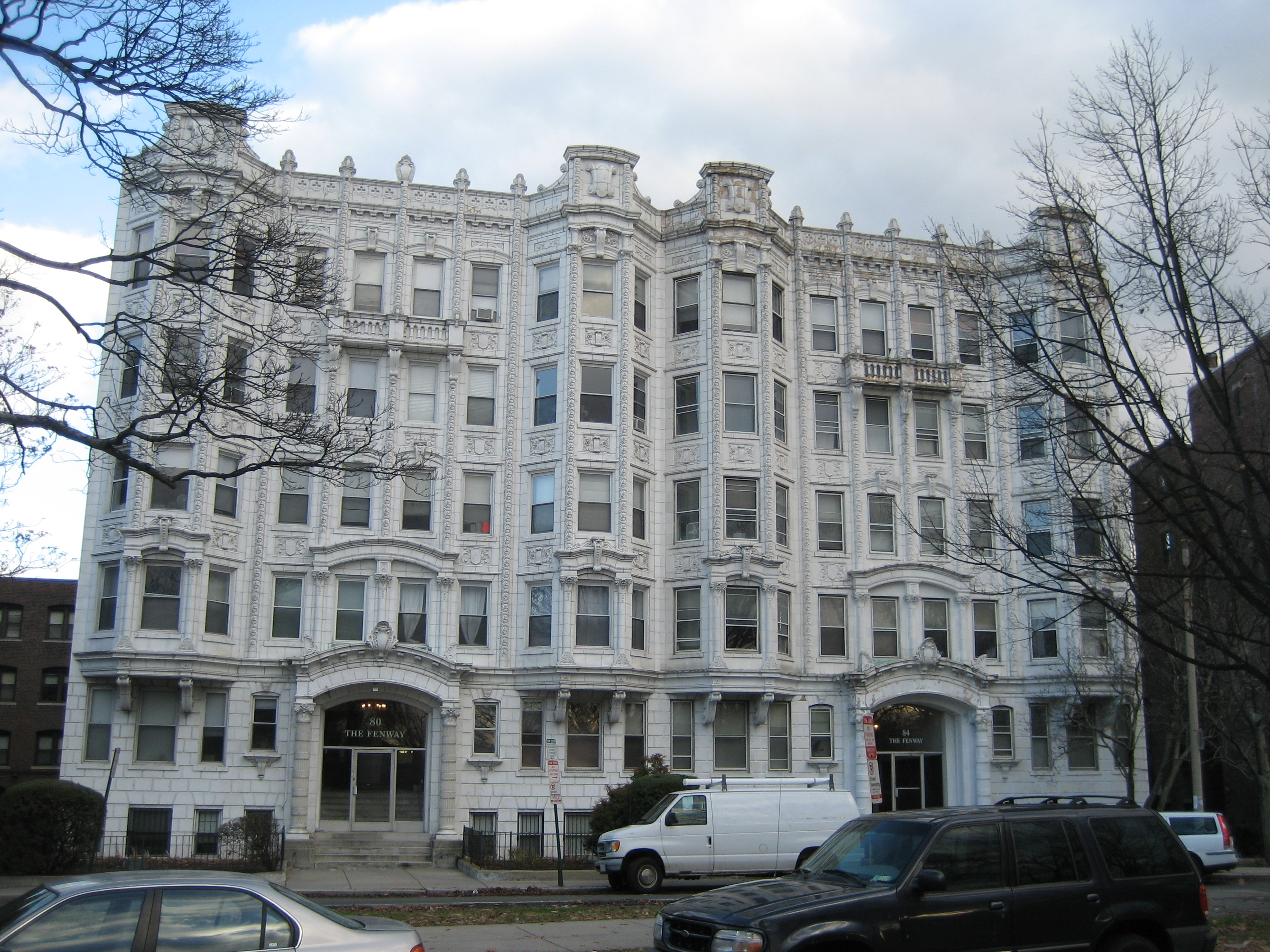
Die verzierte Fassade der Gebäude am 80 und 84 Fenway

Der Fenway, üblicherweise als The Fenway bezeichnet, ist ein ein- bis dreispuriger Parkway entlang der südlichen und östlichen Grenzen der Back Bay Fens im Stadtteil Fenway–Kenmore in Boston im Bundesstaat Massachusetts der Vereinigten Staaten. Als Teil des im späten 19. Jahrhundert von Frederick Law Olmsted konzipierten Parksystems Emerald Necklace, verbindet der Fenway gemeinsam mit den Back Bay Fens und dem Park Drive die Commonwealth Avenue Mall mit dem Riverway. Auf seiner gesamten Länge verläuft der Fenway entlang des Muddy River und ist Teil des Metropolitan Park System of Greater Boston. Ebenso wie andere Parks in diesem System wird er vom Massachusetts Department of Conservation and Recreation verwaltet.
Der Fenway war der erste Parkway, der für den Emerald Necklace konstruiert wurde. Sein Name geht auf eine frühe Beschreibung des parallel zur Fahrbahn verlaufenden Parks zurück, obwohl der Name auch den hochwertigen Stadtteil Fenway–Kenmore bewerben könnte. Allerdings war der Großteil der dortigen frühen Bauten für Bildungseinrichtungen konzipiert. Heute befinden sich unter anderem das Isabella Stewart Gardner Museum, das Museum of Fine Arts sowie viele Colleges und Universitäten an der Strecke.

## Hintergrund
1875 befürworteten die Wähler in Boston und die Legislatur in Massachusetts die Einrichtung einer Park-Kommission, um die Errichtung von öffentlichen Parks in der Stadt vorzubereiten und voranzutreiben. Der Landschaftsarchitekt Frederick Law Olmsted, der bereits den Central Park in New York City entworfen hatte, verbrachte ab diesem Zeitpunkt einen Großteil seiner Zeit in der Gegend und wurde in den späten 1870er Jahren von der Park-Kommission gebeten, über das Ergebnis eines Wettbewerbs mit 23 eingereichten Vorschlägen zur Gestaltung eines neuen Parks zu entscheiden. Olmsted hielt sämtliche eingereichten Wettbewerbsbeiträge für ungeeignet, da sie seiner Meinung nach die Kontrolle der Gezeiten entweder gar nicht oder im Gegenteil zu stark berücksichtigten und damit in beiden Fällen Aspekte eines öffentlichen Parks nicht hinreichend beachteten. Der Muddy River und der Stony Brook flossen durch die Back Bay Fens, die zu dieser Zeit den Gezeiten, Sturmfluten und Abwässern ausgesetzt waren.
Die über das Urteil enttäuschte Park-Kommission bat Olmsted daraufhin, ihr als professioneller Berater und Landschaftsarchitekt beizutreten. Unter seiner Anleitung nahm das Konstrukt, das heute als Emerald Necklace bekannt ist, greifbare Formen an. Er entschied, dass die Fens ausgebaggert, eingeebnet, bepflanzt und in ein nahezu natürliches Salzmoor umgewandelt werden sollten, um das fließende Wasser zu reinigen. Auf dieser Grundlage baute Olmsted eine ganze Serie von Parks, die sich von den Fens in der Nähe der Commonwealth Avenue bis zum einige Meilen entfernten Franklin Park erstreckten. Die einzelnen Parkflächen wurden durch landschaftlich reizvolle Parkways miteinander verbunden, zu denen auch der Fenway gehört.
Zum Zeitpunkt der Planungen wurde damit gerechnet, dass in den geplanten Gebäuden entlang des Fenway wohlhabende Einwohner leben und das gesamte Umfeld zu einem hochklassigen Stadtteil aufgewertet wird. Als jedoch die Grundstückswerte anstiegen, siedelten sich entlang der Route eine Vielzahl von Bildungseinrichtungen an. Um 1907 hatten sich bereits 22 Aus- und Weiterbildungsinstitute dort niedergelassen, darunter neun Colleges und Universitäten.
Bei der Errichtung von Wohnhäusern musste das Aussehen der geplanten Frontfassade durch die Parkverwaltung genehmigt werden, so dass ein „schlecht aussehendes Gebäude nicht den Wert des gesamten Stadtteils mindert“. Die Verwaltung konnte außerdem frei darüber entscheiden, ob ein beantragtes Gebäude für die Frontseite entlang des Parks und des Parkway grundsätzlich geeignet und damit genehmigungsfähig war. Durch diese Maßnahmen und Restriktionen hoffte das Gremium, das Aussehen des Fenway im Vergleich zu den benachbarten Straßen deutlich zu verbessern.
Als Teil des Metropolitan Park System of Greater Boston wird der heutige Fenway vom Massachusetts Department of Conservation and Recreation (DCR), nicht jedoch von der Stadt Boston verwaltet.

## Namensgebung
1887 wurde noch das gesamte System von Straßen und Parkways von der Boylston Street bis zum Jamaica Pond als the Parkway bezeichnet. Die heutigen Namen Fenway, Jamaicaway und Riverway wurden von der Park-Kommission erst später in diesem Jahr genehmigt. Die Namensvorschläge für den heutigen Fenway umfassten unter anderem Rumford, Longview und Riverdale, obwohl die Park-Kommission exakte Kriterien zur Benennung festgelegt hatte.
Im gesamten Parksystem sollte der Name jeder Straße einheitlich enden, „um auf natürliche Weise das Vorhaben zu unterstützen, die Idee der Stetigkeit und Einheitlichkeit der Öffentlichkeit nahezubringen. Und falls das Ende kurz, einfach und gebräuchlich sein könnte, wäre es in vielfacher Hinsicht eine Erleichterung.“ Zusätzlich wünschten sich die Verantwortlichen, dass die Namen „aus einigen topografischen oder historischen Umständen der Umgebung abgeleitet“ sein sollten. Beispielsweise sollte „ein Parkway anstelle von Riverdale Road besser Riverway“ benannt werden. In einem Plan für den Verlauf der Parks und Straßen aus dem Jahr 1879 wird das Gebiet, durch den der Fenway geführt werden sollte, als eine „sumpfige Weide“ (fenny meadow) beschrieben. Die Kommission wählte daher Back Bay Fens als Namen für den Park und Fenway als Bezeichnung für den Parkway, der durch das Gebiet verläuft.

## Bau der Straße
Der Fenway war der erste der von Olmsted entworfenen Parkways, mit dessen Bau in den 1880er Jahren begonnen wurde. Der Baubeginn der anderen folgte in den 1890er Jahren. Die Arbeiten begannen an der Verbindung zur Boylston Street und schritten schnell voran, so dass 1885 bereits der Großteil der Bordsteine und Abflussrinnen fertiggestellt war. Um 1888 war die Straße bis zur Westland Avenue fertig, wurde dort jedoch im Fortschritt aufgrund von fehlendem Füllmaterial zunächst gestoppt. Im Bericht der Ingenieure heißt es, dass die Bauarbeiten am Teilstück bis zur Brookline Avenue angehalten wurden, da es mit dem Füllmaterial Probleme gebe, das aus der Ausbaggerung des neuen Verlaufs des Muddy River stammte. Nachdem der Rest des Landes erschlossen wurde, konnten die Bauarbeiten fortgesetzt werden, so dass um 1890 die Straße bis zur Kreuzung Parker und Huntington Avenue (heute Forsyth Way am Museum of Fine Arts) fertiggestellt war. Die Bauarbeiten am Fenway endeten zu Beginn des Jahres 1893, und kurz darauf wurde die Straße auf ihrer ganzen Länge eröffnet.

## Beschreibung des Streckenverlaufs

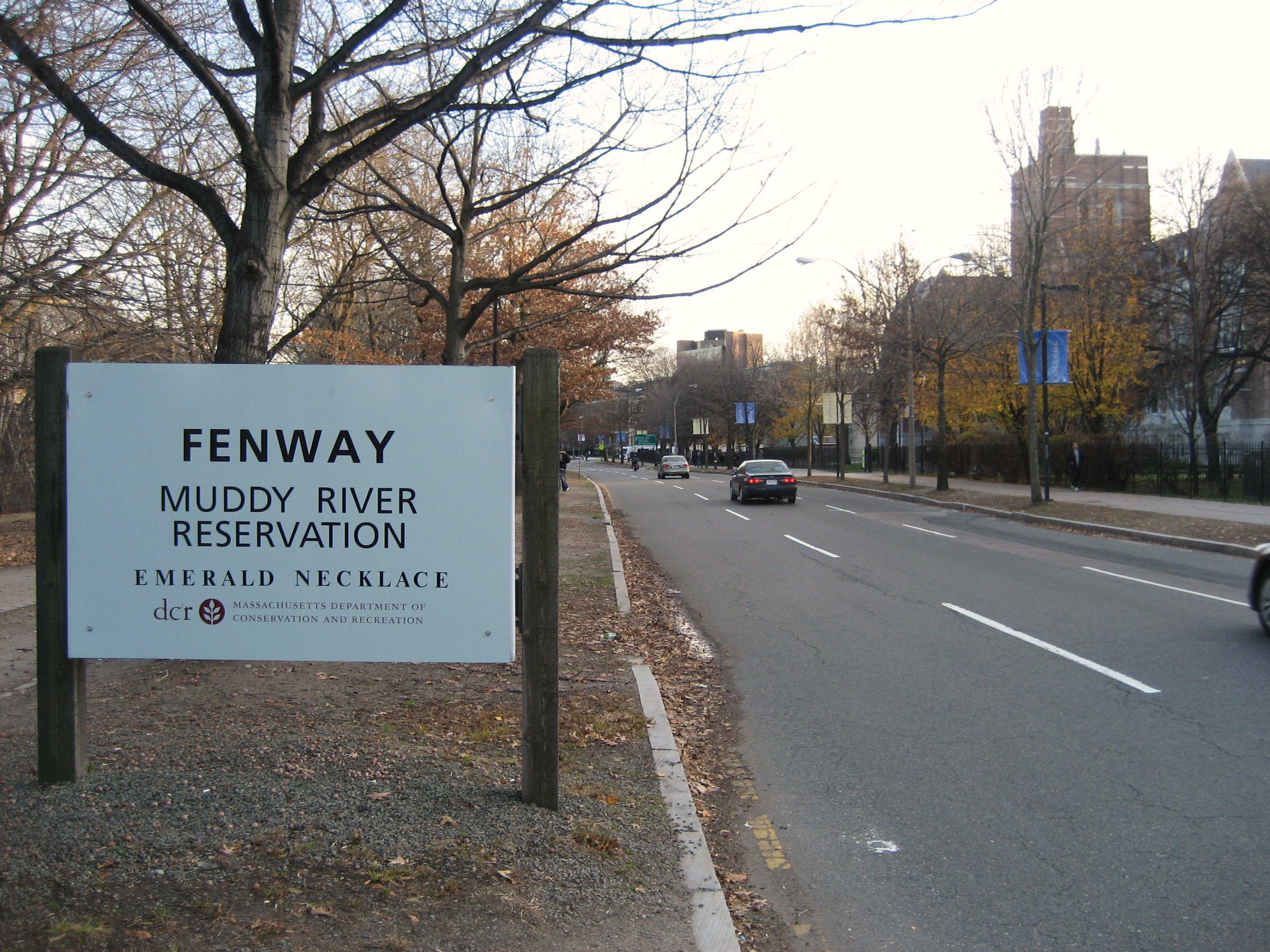
Das westliche Ende des Fenway nahe der Brookline Avenue

Der Fenway beginnt an der Kreuzung mit der Brookline Avenue und dem Riverway und führt dreispurig je Fahrtrichtung in südlicher Richtung vorbei am Emmanuel College bis zur Abzweigung Avenue Louis Pasteur. Von dort führt lediglich die mittlere Spur weiter geradeaus, die äußeren biegen jeweils ab. Der Verkehr auf der Linksabbiegerspur wird nachfolgend auf den Park Drive geleitet.
Fährt man jedoch geradeaus, wird der Fenway zweispurig mit Gegenverkehr, d. h. für jede Fahrtrichtung steht eine Spur zur Verfügung. Der Weg führt vorbei am Simmons College und dem Isabella Stewart Gardner Museum. Anschließend wendet sich der Streckenverlauf bei der Louis Prang Street nach Nordosten und besitzt ab hier zwei Spuren für jede Fahrtrichtung, die am Museum of Fine Arts und Teilen der Northeastern University vorbei führen. Ein kurzer Abzweig verbindet den Parkway mit der Westland Avenue und führt von dort als zweispurige Straße je Fahrtrichtung vorbei am Berklee College of Music und dem Boston Conservatory, bis er an der Boylston Street endet. An der Kreuzung zur Boylston Street steht ein Denkmal des Schriftstellers und Poeten John Boyle O’Reilly aus dem Jahr 1897.
Der Park Drive, der auf der gegenüberliegenden Seite der Back Bay Fens entlangführt, beginnt am Ende des Fenway an der Boylston Street und führt auch an der Brookline Avenue vorbei, wo der Fenway beginnt.